# Aleksander Kubera
 Aleksander Kubera  (ur. 20 marca 1946 w Ostrowie Wielkopolskim) – pułkownik Wojska Polskiego; dowódca 15 Sieradzkiej Brygady Wsparcia Dowodzenia (1984–1986).

## Wykształcenie[1]
- 1967 – Oficerska Szkoła Łączności w Zegrzu;
- 1976 – Wojskowa Akademia Łączności w Leningradzie;
- 1988 –  Wojskowa Akademia Sztabu Generalnego Sił Zbrojnych ZSRR w Moskwie

## Kariera zawodowa[1]
- 1964-1967 – Oficerska Szkoła Łączności w Zegrzu – podchorąży;
- 1967 – 12 pułk zmechanizowany – dowódca plutonu w Gorzowie Wielkopolskim;
- 1967-1972 – 18 pułk czołgów średnich – dowódca kompanii łączności w Wędrzynie;
- 1972-1976 – Wojskowa Akademia Łączności w Leningradzie – słuchacz;
- 1976-1977 – 10 pułk łączności – dowódca batalionu dowodzenia we Wrocławiu;
- 1977-1978 – Śląski Okręg Wojskowy – starszy oficer SWŁ we Wrocławiu;
- 1978-1979 – 14 pułk radioliniowo-kablowy – zastępca dowódcy w Strzegomiu;
- 1979-1983 – 10 pułk łączności – dowódca we Wrocławiu;
- 1983-1984 – Śląski Okręg Wojskowy – zastępca szefa Wojsk Łączności OW;
- 1984-1986 – 15 Brygada Wsparcia Dowodzenia – dowódca w Sieradzu;
- 1986-1988 – Wojskowa Akademia Sztabu Generalnego Sił Zbrojnych ZSRR –  słuchacz w Moskwie;
- 1988-2001 – Śląski Okręg Wojskowy – szef Wojsk Łączności OW;
- 2001-2002 – Sztab Generalny Wojska Polskiego – zastępca szefa WŁ i I SG;

## Awanse

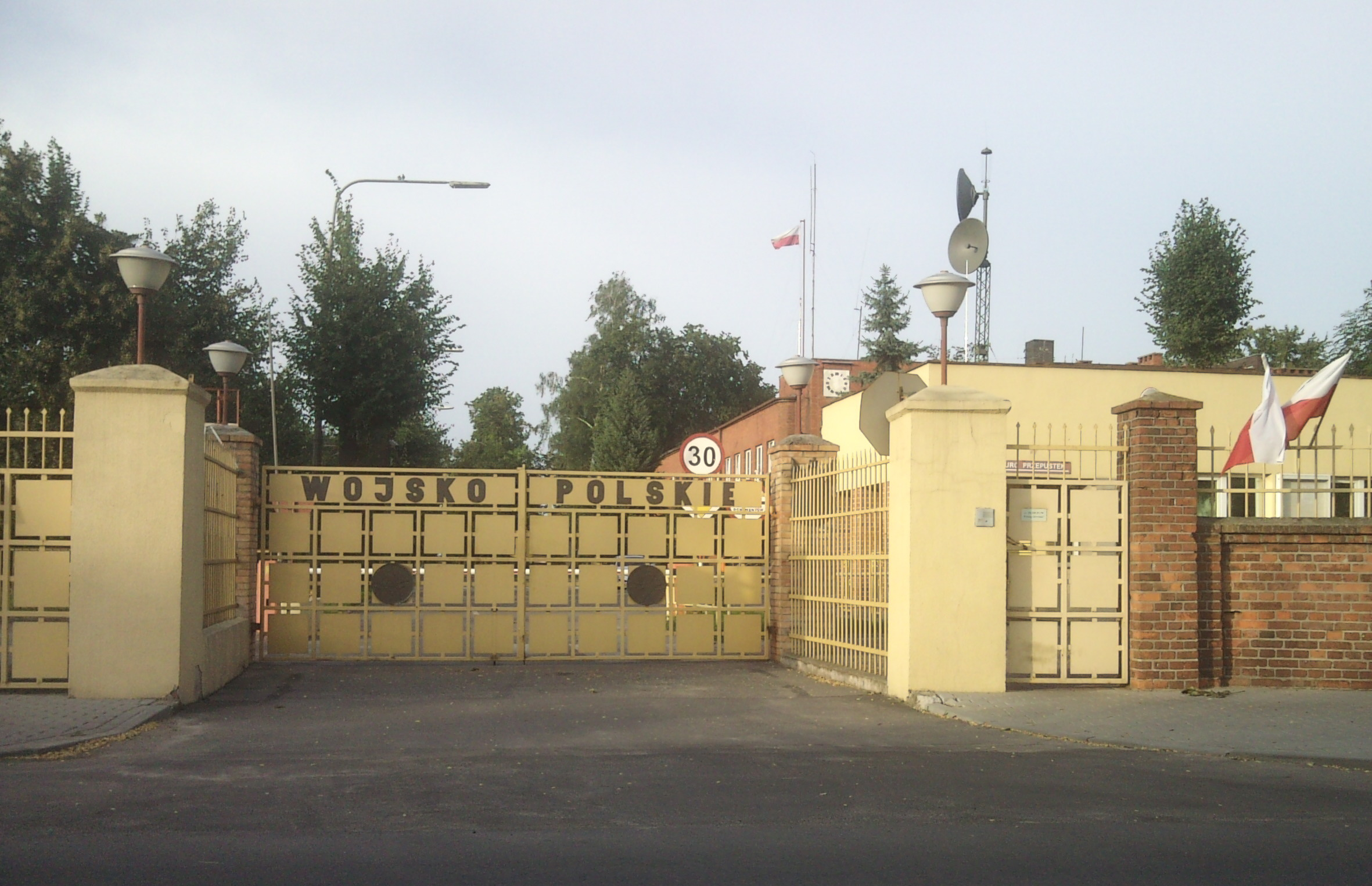
Był dowódcą 15 BWD (1984-1988)

## Awanse[1]
- podporucznik – 1967
- porucznik – 1970
- kapitan – 1974
- major – 1979

- podpułkownik – 1983
- pułkownik – 1987

## Ordery, odznaczenia i wyróżnienia[1]
- Krzyż Oficerski Orderu Odrodzenia Polski[3]
- Krzyż Kawalerski Orderu Odrodzenia Polski
- Złoty Krzyż Zasługi
- Srebrny Krzyż Zasługi
- Złoty Medal Siły Zbrojne w Służbie Ojczyzny
- Złoty Medal za Zasługi dla Obronności Kraju